# María de Ulloa
María de Ulloa (m. 1548) foi uma nobre leonesa, conhecida por ser camarera maior da rainha Joana de Castela.

## Biografia
Presume-se que María de Ulloa tenha nascido em Toro antes de 1473. Era filha de Rodrigo de Ulloa, senhor de La Mota, alcaide da fortaleza de Toro e contador-mor nos reinados de Henrique IV e dos Reis Católicos. Sua mãe Aldonza de Castela, era filha de Pedro de Castela, bispo de Osma e Palencia e neto do rei Pedro I de Castela, e de Isabel de Drochelín, servidora da rainha Catarina de Lencastre. 
Em 5 de março de 1484, ainda menor de idade, foi acordado seu casamento com Diego Gómez de Sarmiento, filho dos condes de Salinas, Diego Gómez de Sarmiento e Marina del Villandrando. Tanto seu sogro quanto seu esposo morreram antes de 1506. Nessa altura, seu filho mais velho, também chamado Diego Gómez de Sarmiento, já era conde de Salinas. María e o filho foram então processados por sua sogra e cunhados (Pedro, Juan, Marina e Isabel), que reivindicavam parte da herança familiar.
O ano de 1506 também marcou o início da ascensão política de María de Ulloa. Após a morte de Filipe I de Castela, ela passou a servir a sua viúva, a rainha Joana, ganhando sua confiança e protegendo-a da influência dos opositores de seu pai, Fernando II de Aragão, que aspirava a regressar a Castela para assumir a gobernación em nome de sua filha.  Durante a permanência da rainha em Torquemada, María teve que auxiliá-la pessoalmente no parto da infanta Catarlna de Áustria, , já que não havia parteira disponível.
Fernando o Católico retornou a Castela em 1507. María continuou ao lado da rainha, mesmo após sua reclusão em Tordesillas.Como recompensa por seus serviços, recebeu o hábito da Ordem de Santiago  e  e foi nomeada camarera maior.
Em 10 de agosto de 1511, Luis Ferrer informou que a rainha se irritara com María por suas frequentes ausências do palácio. O episódio não teve maiores consequências, e ela manteve seu posto até a morte de Fernando em 1516. No mesmo ano, escreveu a Francisco Jiménez de Cisneros, relatando ter estado “sofrendo o que nenhuma de suas escravas podia sofrer”.
Após a morte do rei, María relatou disputas internas no palácio entre seu primo Diego de Castilla e Luis Ferrer. Mais tarde naquele ano, deixou de exercer o cargo de camareira-mor, sem ser substituída.
Em 14 de março de 1516, o príncipe Carlos, se proclamou rei junto à sua mãe, algo que María de Ulloa inicialmente recusou a reconhecer. Só ordenou levantar pendões em seu nome dois meses depois.
Em 17 de abril de 1518, María emancipou seu filho Diego, conde de Salinas e Ribadeo. Mais tarde, retirou-se ao convento de Santo Domingo el Real, ligado ao seu antepassado Pedro I de Castela.
Em 1528, Carlos I considerou reformar a casa da imperatriz Isabel de Portugal, e substituir sua camareira-mor, Guiomar de Melo. María foi cogitada para o cargo, mas a mudança não se concretizou.
María de Ulloa redigiu seu testamento em Toro em 19 de setembro de 1547. Foi aberto no ano seguinte, atestando sua morte.

## Casamento e descendência
Do casamento com Diego Gómez de Sarmiento nasceram quatro filhos:
- Diego Gómez de Sarmiento e Villandrando (m. 1561), conde de Salinas e Ribadeo. Casou-se em 1519 com Brianda de la Cerda, apesar das objeções de Fernando o Católico.[1]
- Marina Sarmiento. Estava prometida a Antonio de Padilla, adelantado maior de Castela, mas o rei ordenou o rompimento por falta de dispensa papal.  Finalmente, professou no monasterio do Sancti Spiritus, em Toro.[1]
- Ana Sarmiento. Casou-se em 1517 com Alfonso de Aragón, conde de Ribagorza. Seu marido faleceu em 1550. Atuou como governadora do condado na ausência do filho (1554–1559). Faleceu em 1576..[1]
- Alfonso Sarmiento, que faleceu antes da mãe.[1]